# Puisserguier
Puisserguier (okzitanisch: Puèrserguièr) ist ein südfranzösischer Ort und eine Gemeinde (commune) mit 3.034 Einwohnern (Stand: 1. Januar 2022) im Département Hérault in der Region Okzitanien.

## Lage und Klima
Der ca. 90 m hoch gelegene Ort Puisserguier liegt etwa 18 km (Fahrtstrecke) westlich von Béziers in einer Weinbau- und Heidelandschaft. Das milde bis gemäßigte Klima wird sowohl vom Mittelmeer als auch von den Bergen der südlichen Cevennen beeinflusst; Regen (ca. 650 mm/Jahr) fällt überwiegend im Winterhalbjahr.

## Bevölkerungsentwicklung
| Jahr      | 1800 | 1851 | 1901 | 1954 | 1999 | 2018 |
| Einwohner | 1175 | 1828 | 3754 | 2512 | 2482 | 2974 |

Die Reblauskrise im Weinbau und die zunehmende Mechanisierung der Landwirtschaft sorgten seit dem Beginn des 20. Jahrhunderts für einen deutlichen Bevölkerungsrückgang, der erst in den 1980er Jahren aufgrund der relativen Nähe zur Stadt Béziers zum Stillstand kam.

## Wirtschaft
Das Umland von Puisserguier ist nahezu ausschließlich landwirtschaftlich orientiert, wobei der Weinbau dominiert; im Herbst werden auch Trüffel gefunden. Im Ort selbst haben sich Kleinhändler und Handwerker niedergelassen; außerdem werden zahlreiche Ferienwohnungen und -häuser (gîtes) vermietet.

## Geschichte
Beim Bau der RN 112 wurde eine Nekropole aus der Eisenzeit (ca. 800 v. Chr.) entdeckt. Im 12. Jahrhundert wird der als Runddorf (circulade) angelegte Ort als Castrum Podio Serigorio oder Puech Serguier erwähnt.

## Sehenswürdigkeiten

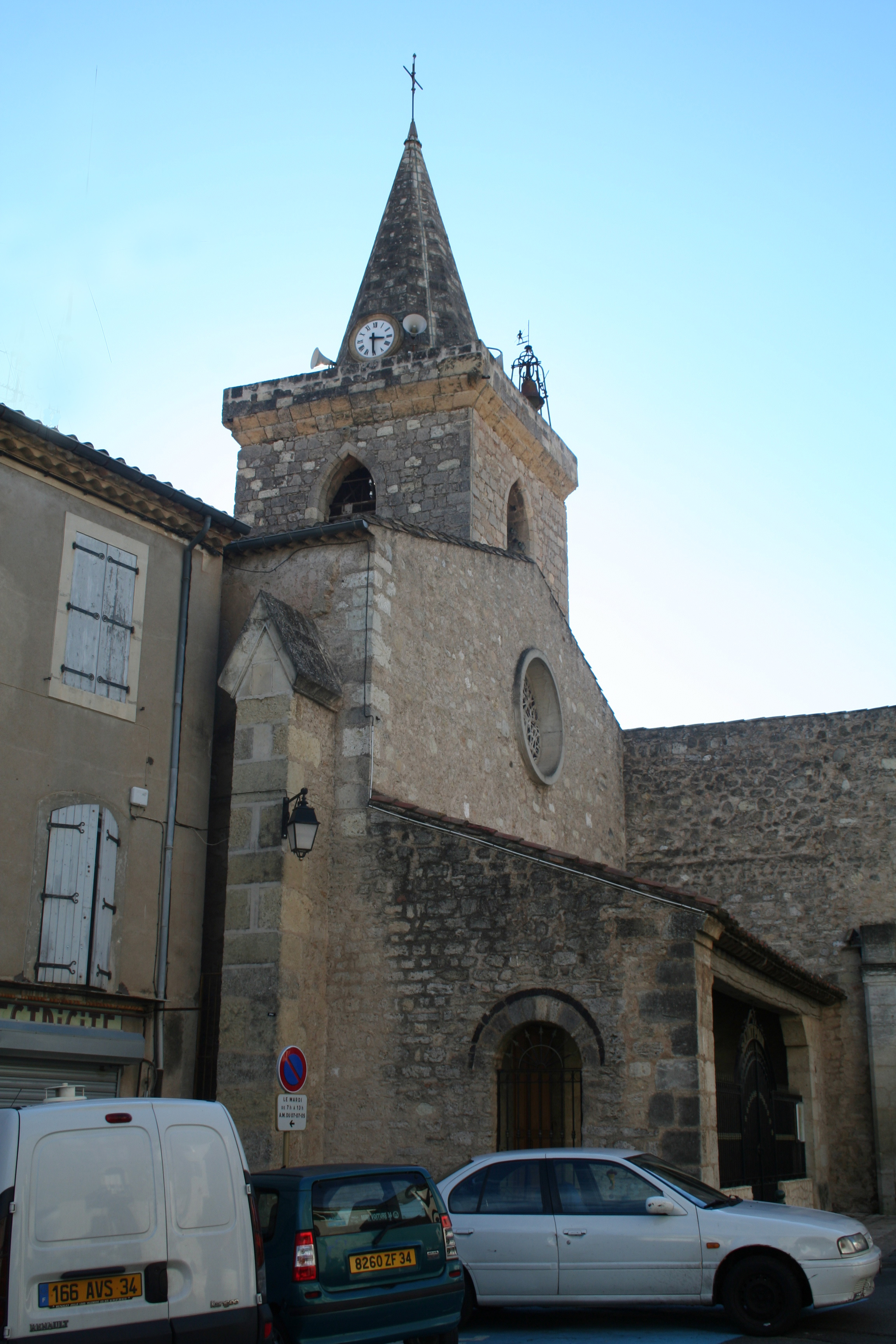
Kirche Saint-Paul

- Die Burg (château) stammt aus dem 12. Jahrhundert; im Jahr 1209 wurde sie im Zuge des Albigenserkreuzzugs belagert. Ihr heutiger Zustand entspricht dem späterer Um- und Anbauten. Der Bau ist seit dem Jahr 2012 als Monument historique anerkannt.[1]
- Die Kirche Saint-Paul stammt aus dem 14. Jahrhundert, doch entspricht ihr heutiger Zustand einer Restaurierungsmaßnahme des 19. Jahrhunderts.
- Die Alte Priorei Saint-Christophe wurde Ende des 15. Jahrhunderts erbaut, später jedoch wiederholt umgebaut.
- Ein Wohngebäude (logis) aus dem ausgehenden 15. Jahrhundert (genannt Café du Marché) enthält noch Teile der einstigen Innenausstattung. Es ist ebenfalls als Monument historique eingestuft.[2]
- Statue der Marianne wurde im Jahr 1885 aufgestellt.
- Das Heimatmuseum (Ecomusée des MémoiRes) im ehemaligen Schulgebäude des Ortes erinnert an das Leben vergangener Zeiten.

Umgebung
- Die ins 8. bis 6. vorchristliche Jahrhundert zu datierende und eine Fläche von ca. 3000 m² einnehmende Necropole von La Rouquette befindet sich an der RN 112 in Richtung Béziers. Sie beinhaltet ca. 220 Gräber, in denen mehr als 2600 einfache Keramikobjekte und ca. 500 weitere Fundstücke entdeckt wurden.[3]

## Persönlichkeiten
- Louis Rouquier (1863–1939), Schriftsteller in okzitanischer Sprache